# Ceramica Flaminia
Ceramica Flaminia es una empresa italiana que se dedica a la producción de sanitarios. Fundada en 1954, cuenta con tres fábricas en la provincia de Viterbo, dos en Civita Castellana y una en Roma. Desde 2005 forma parte de A. D. I. (Association for Industrial Design).